# 950
Раннє Середньовіччя  •  Епоха вікінгів  •  Золота доба ісламу  •  Реконкіста

## Геополітична ситуація
У Візантії правив Костянтин VII Багрянородний. Італійським королем був Беренгар II,
Західним Франкським королівством править Людовик IV Заморський, Східним Франкським королівством — Оттон I.
Північ Італії належить Італійському королівству, середню частину займає Папська область, герцогства на південь від Римської області незалежні, деякі області на півночі та на півдні належать Візантії, інші окупували сарацини. Південь Піренейського півострова займає Кордовський халіфат, у якому править Абд Ар-Рахман III. Північну частину півострова займають королівство Астурія і королівство Галісія та королівство Леон під правлінням Раміро II.
Королівство Англія очолює Едред.
Існують слов'янські держави: Перше Болгарське царство, де править цар Петро I, Богемія, Моравія, Хорватія, королем якої є Михайло Крешимир II, Київська Русь, де править княгиня Ольга. Паннонію окупували мадяри, у яких ще не було єдиного правителя.
Аббасидський халіфат очолює аль-Муті, в Іфрикії владу утримують Фатіміди, в Середній Азії — Саманіди. У Китаї триває період п'яти династій і десяти держав. Значними державами Індії є Пала, держава Раштакуртів, Пратіхара, Чола. В Японії триває період Хей'ан. На північ від Каспійського та Азовського морів існує Хозарський каганат.

## Події
- На зустрічі, організованій Оттоном I Великим, герцог Гуго Великий підкорився королю Людовику Заморському, але під кінець року Людовик захворів, і Гуго знову порушив укладені угоди.
- Беренгар II захопив трон Італійського королівства після отруєння Лотара Арльського.
- Король Східного Франкського королівства Оттон I змусив визнати васальну залежність короля Богемії Болеслава Грізного.
- Сицилійські сарацини відновили напади на південь Італії.
- Візантійські літописи називають правителем мадярів Файса, онука Арпада.